# Михайло (Куземський)
Миха́йло Кузе́мський (20 листопада 1809, с. Шибалин — 5 грудня 1879, с. Ляшки Горішні, нині с. Горішнє, Миколаївського району на Львівщині) — єпископ Української греко-католицької церкви; з 1868 року єпископ Холмський, архідиякон та декан греко-католицького львівського капітулу. Останній греко-католицький владика ліквідованої Холмської єпархії.

## Життєпис

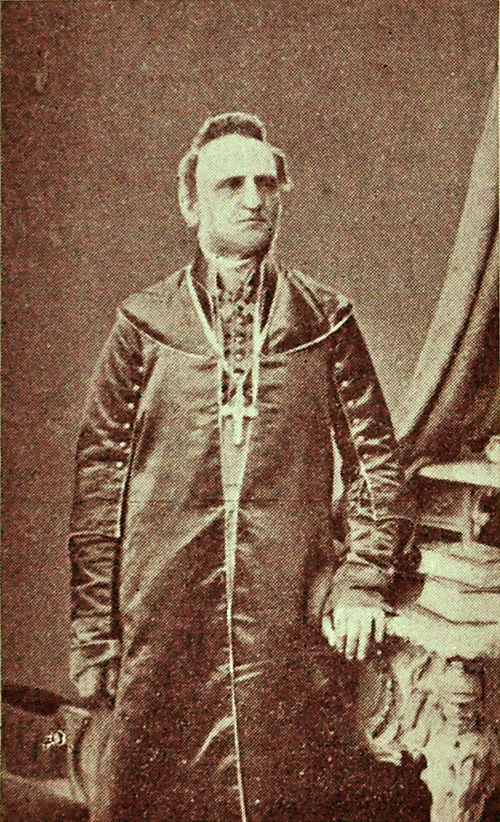
Михайло (Куземський)

Народився в сім'ї греко-католицького пароха Шибалина на сучасній Тернопільщині.
Закінчив Бережанську гімназію, Львівський університет (богослов'я). Під час навчання в університеті на нього звернув увагу Галицький митрополит Михайло (Левицький), який взяв талановитого студента під свою опіку. Та попри очікування митрополитом прийняття Куземським целібату, той одружився з Марією Січинською. В 1833 році висвячений на священика. У 1833—1836 роках душпастирював у Залізцях на Тернопільщині. Після смерті дружини перебрався до Львова.
Згодом займав різні пости в управлінні Львівської греко-католицької архієпархії: сповідника при соборі св. Юра у Львові (1836 р.), канцлера консисторії (1837—1842 рр.), каноніка, пралата-схоліарха (1842—1848 рр.). 3 1856 р. — прелат-кустош (хранитель), з 1865 — архідиякон, генеральний вікарій і офіціал Галицької митрополії. Після смерті митрополита Михайла Левицького управляв митрополією (1858—1860 рр.).
Відповідаючи за шкільництво, спричинився до заснування значної кількості народних (парафіяльних) шкіл в Галичині. У 1848—1849 — заступник голови, у 1849—1851 — фактичний голова Головної Руської Ради у Львові.
Один з ініціаторів скликання Першого з'їзду української інтелігенції у Львові (жовтень 1848 р.), заснування Галицько-Руської Матиці (був її першим головою), відкриття Народного Дому у Львові (1848). За свою велику працю і любов до народу його називали «серцем Галицької Руси». Відомий своїми москвофільськими поглядами.
У 1859 — активний учасник боротьби проти наміру урядових кіл перевести галицьке письменство на латинський алфавіт (див. «Азбучна війна»). Від 1861 — депутат Галицького крайового сейму. В 1862 році був нагороджений російським орденом св. Анни І ст. У 1868—1871 рр. останній греко-католицький єпископ Холмський. В 1868 році зустрічався у Варшаві з російським царем. Був активним прихильником усунення з греко-католицької церкви усіх елементів, пов'язаних з латинським обрядом. 20 січня 1871 зрікся уряду і подав у відставку, яку задовільнив російський імператор. Однак цю відставку не признала Апостольська Столиця. Папа Пій IX і надалі вважав його владикою Холмським. З 1871 жив у Львові, згодом — у с. Ляшки Горішні (нині с. Горішнє, Миколаївського району) де й помер.

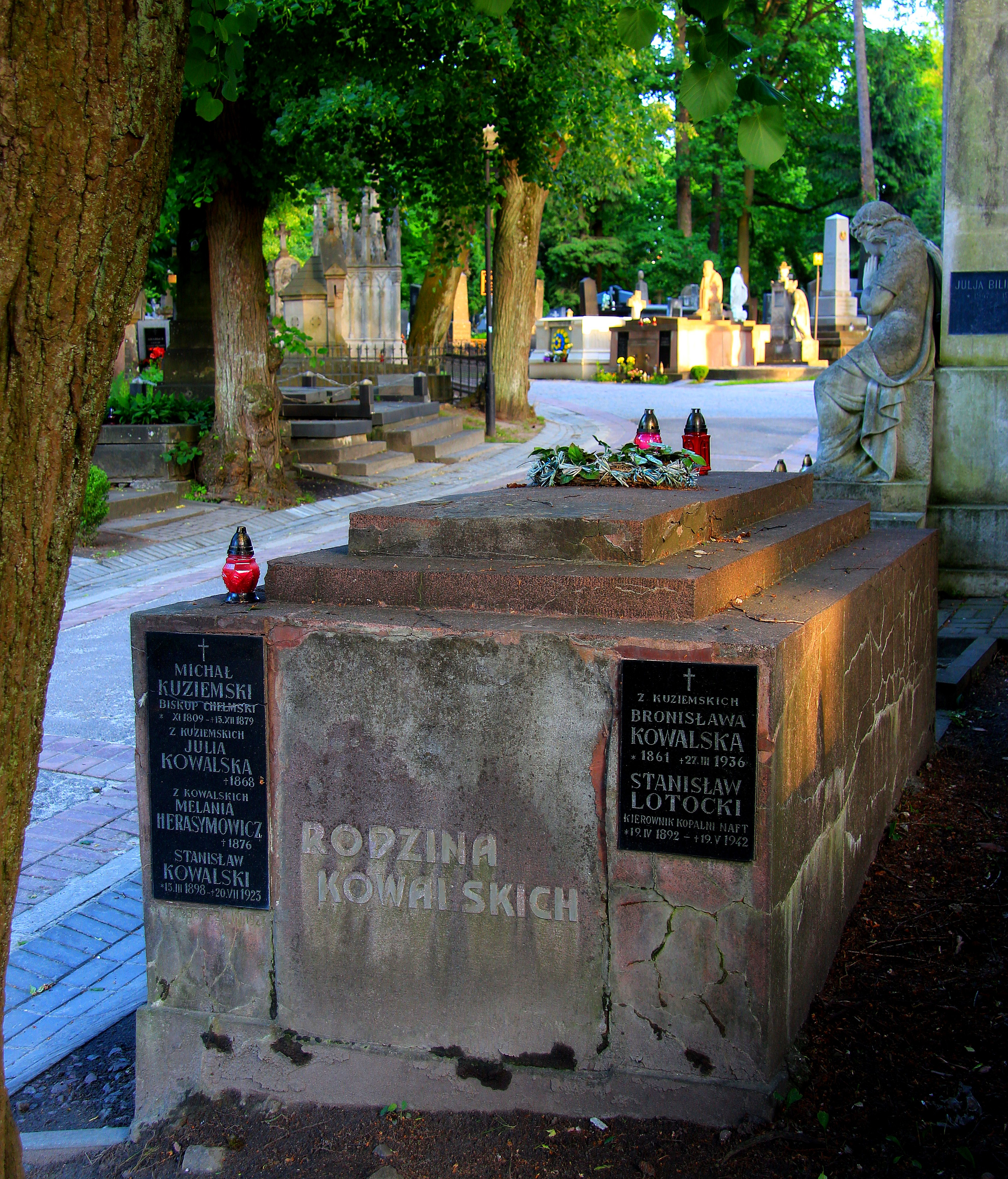

Тесть Василя Ковальського. Похований у власному гробівці на Личаківському цвинтарі разом з донькою Юлією, онучкою.